# Чехословакия на летних Олимпийских играх 1960
Чехословакия принимала участие в Летних Олимпийских играх 1960 года в Риме (Италия) в девятый раз за свою историю, и завоевала три золотые, две серебряные и три бронзовые медали. 
| Чехословакия на олимпийских играх 1960 года в Риме | Чехословакия на олимпийских играх 1960 года в Риме                                                                        | Чехословакия на олимпийских играх 1960 года в Риме | Чехословакия на олимпийских играх 1960 года в Риме | Чехословакия на олимпийских играх 1960 года в Риме |
| Медали                                             | Спортсмены | Вид спорта                                         | Дисциплина                                         |                                                    |
| -------------------------------------------------- | --- | -------------------------------------------------- | -------------------------------------------------- | -------------------------------------------------- |
| 1                                                  | Эва Босакова | Спортивная гимнастика                              | Женщины, бревно                                    |                                                    |
| 1                                                  | Богумил Немечек | Бокс                                               | Мужчины, до 63,5 кг                                |                                                    |
| 1                                                  | Вацлав Козак Павел Шмидт                                                                                                  | Академическая гребля                               | Мужчины, двойки                                    |                                                    |
| 2                                                  | Дана Затопкова | Лёгкая атлетика                                    | Женщины, метание копья                             |                                                    |
| 2                                                  | Эва Босакова Вера Чаславска Матильда Матоушкова Гана Ружичкова Людмила Шведова Адольфина Тачова                           | Спортивная гимнастика                              | Женщины, командный зачёт                           |                                                    |
| 3                                                  | Богумил Кубат | Борьба                                             | Мужчины, греко-римский стиль, свыше 87 кг          |                                                    |
| 3                                                  | Йозеф Немец | Бокс                                               | Мужчины, свыше 90 кг                               |                                                    |
| 3                                                  | Богумил Яноушек Ян Йиндра Иржи Лундак Станислав Луск Вацлав Павкович Лудек Поезный Ян Шведа Йозеф Вентус Мирослав Коничек | Академическая гребля                               | Мужчины, восьмёрки                                 |                                                    |